# Las tres magníficas
Las tres magníficas é um filme de comédia mexicano dirigido por Miguel Morayta e produzido por Roberto Gómez Bolaños. Lançado em 1970, foi protagonizado por Lucha Villa, Maura Monti e Renata Seydel.

## Elenco
- Lucha Villa - Paz
- Maura Monti - Cándida
- Renata Seydel - Dulce
- Eleazar García - Felipe
- Andrés García - Modesto
- Juan Miranda - Clemente
- Roberto Gómez Bolaños - Manolo